# Hip Hop Is Dead
Hip Hop Is Dead – ósmy solowy album Nasa wydany 19 grudnia 2006 roku. Gościnnie pojawili się m.in. Kanye West, will.i.am, Snoop Dogg, Jay-Z i The Game. Pierwszym singlem był utwór "Hip Hop Is Dead", do którego powstał teledysk.

## Lista utworów
| #  | Tytuł                    | Gościnnie                     | Producent                              | Czas |
| -- | ------------------------ | ----------------------------- | -------------------------------------- | ---- |
| 1  | "Money Over Bullshit"    |                               | L.E.S., Wyldfyer                       | 4:16 |
| 2  | "You Can’t Kill Me"      |                               | L.E.S., Al West                        | 3:14 |
| 3  | "Carry on Tradition"     |                               | Scott Storch                           | 3:49 |
| 4  | "Where Are They Now"     |                               | Nas, Salaam Remi                       | 2:44 |
| 5  | "Hip Hop Is Dead"        | will.i.am                     | will.i.am                              | 3:35 |
| 6  | "Who Killed It?"         |                               | Salaam Remi, will.i.am                 | 3:10 |
| 7  | "Black Republican"       | Jay-Z                         | L.E.S., Wyldfyer                       | 3:45 |
| 8  | "Not Going Back"         | Kelis                         | Stargate                               | 4:09 |
| 9  | "Still Dreaming"         | Kanye West, Chrisette Michele | Kanye West                             | 3:38 |
| 10 | "Hold Down the Block"    |                               | Mark Batson                            | 3:58 |
| 11 | "Blunt Ashes"            |                               | Chris Webber                           | 4:03 |
| 12 | "Let There Be Light"     | Tre Williams                  | Kanye West, Devo Springsteen, Paul Cho | 4:28 |
| 13 | "Play on Playa"          | Snoop Dogg                    | Scott Storch                           | 3:33 |
| 14 | "Can’t Forget About You" | Chrisette Michele             | will.i.am                              | 4:34 |
| 15 | "Hustlers"               | The Game, Marsha Ambrosius    | Dr. Dre                                | 4:06 |
| 16 | "Hope"                   | Chrisette Michele             |                                        | 4:06 |